# Jyväskylän Jalkapalloklubi
JJK, eller Jyväskylän Jalkapalloklubi, är en fotbollsklubb från Jyväskylä i Finland.
JJK är den första fotbollsklubben från staden Jyväskylä i högsta ligan. Laget spelade i Tipsligan i fem säsonger efter att ha tagit klivet upp genom att vinna Ettan säsongen 2008. Säsongen 2014 spelar JJK igen i Ettan.

## Historia
Den organiserade fotbollen i Jyväskylä fick sitt startskott då idrottsföreningen Jyväskylän Palloilijat grundades år 1923. Föreningen hade verksamhet i både ishockey och fotboll, men år 1977 gick de båda verksamhetsområdena skilda vägar och fotbollen fortsatte under namnet JyP-77. JyP-77 spelade huvudsakligen i division 2, men gjorde under 1980-talet några visiter till division 1. År 1980 var klubben till och med nära att nå kvalserien till den dåvarande FM-serien (nuvarande Tipsligan).

### 1990-talet
Då JyP-77 föll ända ner till Division 3 år 1992 grundade man en ny fotbollsklubb i staden. Den nya klubben som var en sammanslagning av JyP-77:s och JyPK:s representationslag fick namnet JJK. Kort efter grundades även JJK juniorit ry, det vill säga JJK:s juniorverksamhet.
Åren 1996-1998 spelade JJK:s representationslag i division 1, men föll tillbaka till division 2 därefter.

### 2000-talet
År 2004 var JJK nära att stiga till division 1, men förlorade mot PK-35 i kvalet. Två år senare lyckades laget avancera till andra högsta ligan då de under ledning av Ville Priha slutade på första plats i division 2 grupp A.
Följande säsong (2007) slutade laget på tredje plats i division 1 och 2008 ännu snäppet bättre, på första plats. Klubben debuterade alltså på högsta nivå i Finland säsongen 2009.

## Tidigare spelare
- Mikk Reintam
- Robert Taylor
- Ville Lehtinen
- Eero Markkanen
- Tomi Petrescu
- Touko Tumanto
- G’org’i Hristov
- Babatunde Wusu
- Ady
- Sükrü Uzuner
- Mihály Szeróvay

### Fotnoter
1. ↑  Sture Forsten (18 oktober 2008). ”JJK steg till ligan”. Ylesporten. https://svenska.yle.fi/artikel/2008/10/18/jjk-steg-till-ligan. Läst 21 mars 2017.